# حامول حلو الرائحة
حامول حلو الرائحة (الاسم العلمي: Cuscuta suaveolens) هو نوع من النباتات يتبع جنس الحامول من الفصيلة المحمودية.